# Schloss Frohsdorf

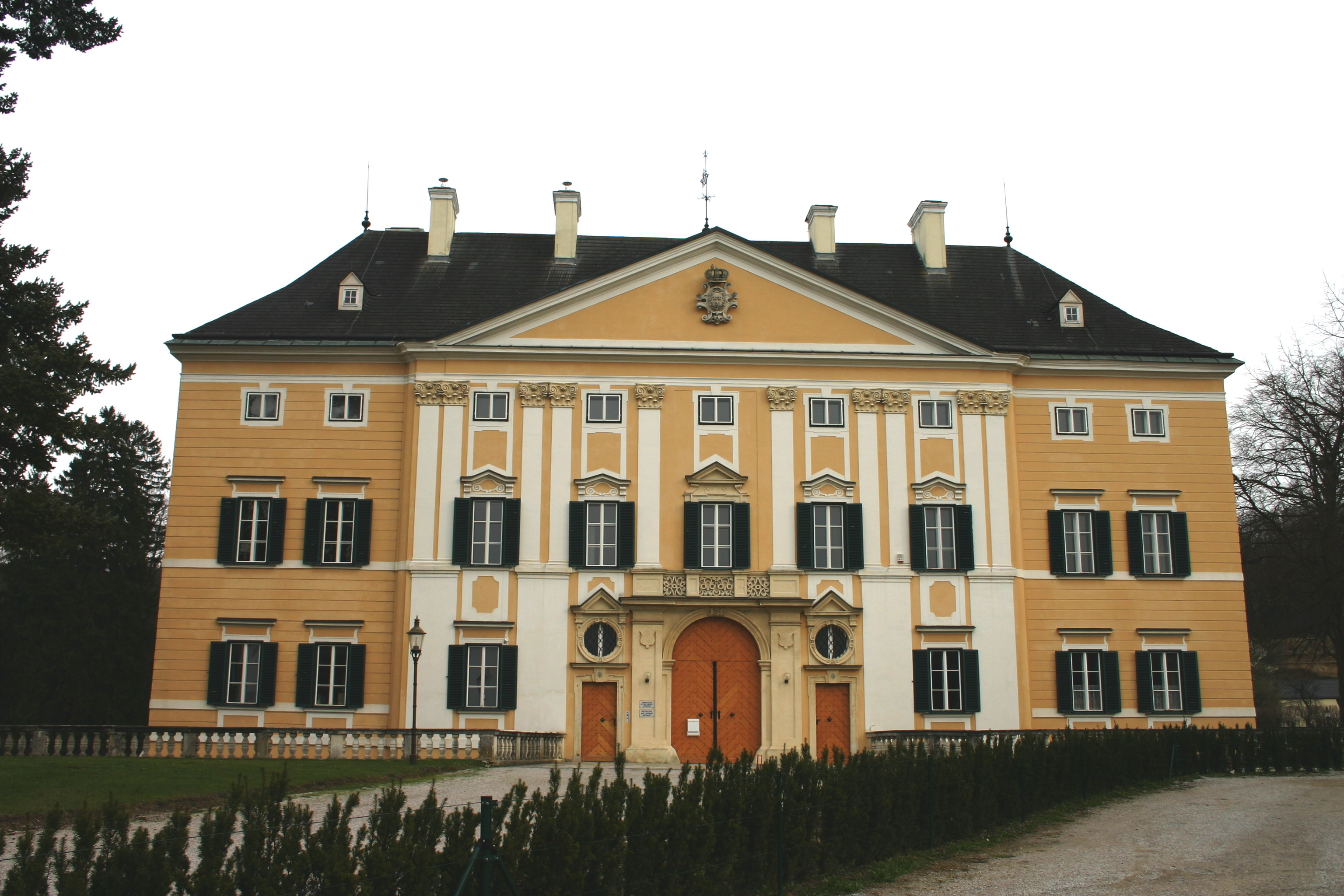
Schloss Frohsdorf in der Marktgemeinde Lanzenkirchen

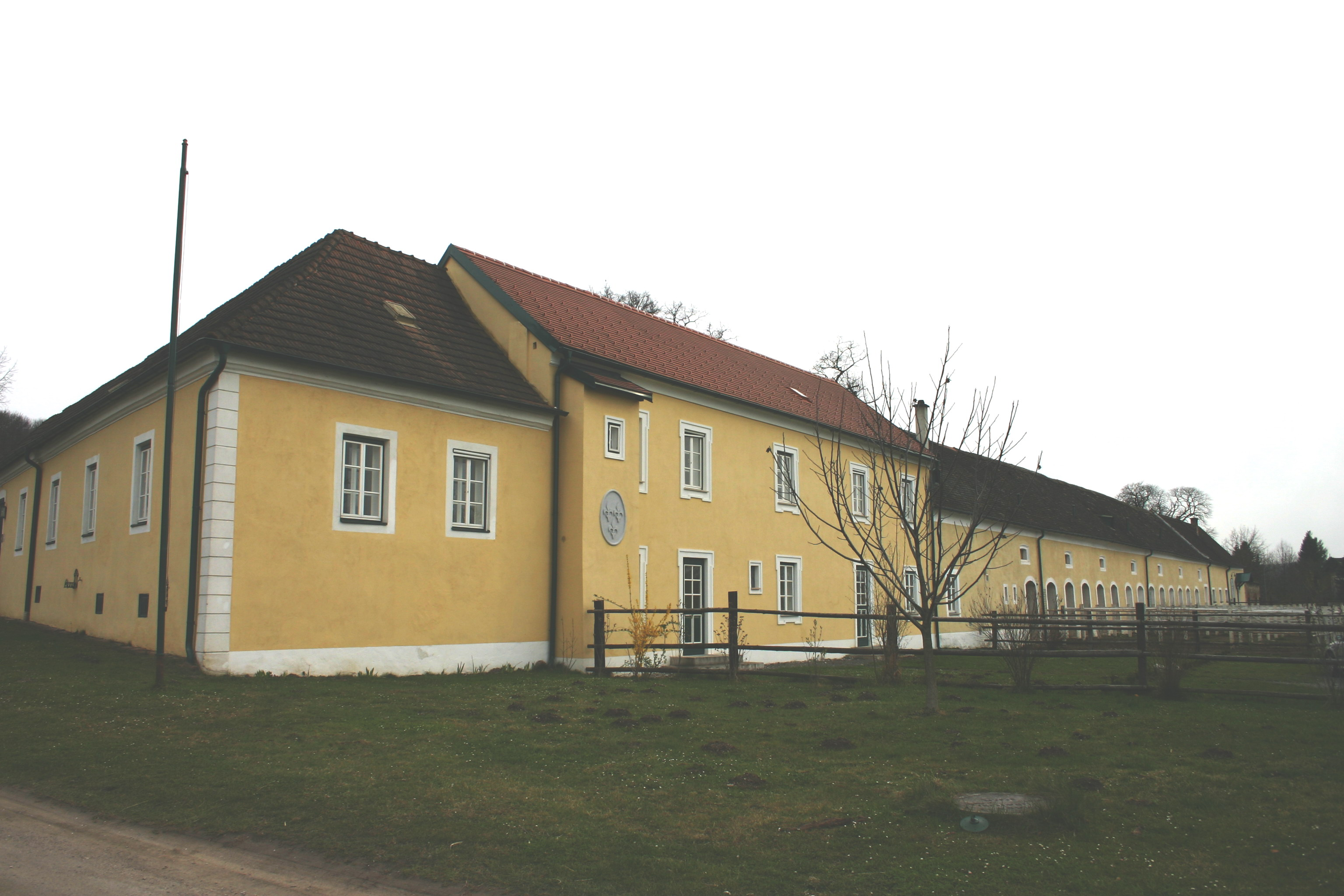
Nebengebäude im Schloss Frohsdorf

Das Schloss Frohsdorf ist eine schlossähnliche Anlage in Lanzenkirchen in Niederösterreich. Der repräsentative dreieinhalbgeschoßige vierflügelige Bau ist von den Resten eines Wassergrabens umgeben. Der barocke Garten, darin ein Theaterbau, und der Landschaftspark dokumentieren trotz mehrerer Umgestaltungen die adelige Gartenkultur des 18. und 19. Jahrhunderts. Die Anlage einschließlich der Wirtschaftsgebäude steht unter Denkmalschutz (Listeneintrag).

## Geschichte
Der Ort wurde im Jahre 1158 urkundlich als Chrotendorf (Krötendorf auch Froschdorf) erwähnt und gehörte bis 1403 zu Stift Göttweig. Der Krotenhof, ein Vorgängerbau des Schlosses, insgesamt ein eher kleines Gut, wurde 1514 von Vitztumb Lozenz Sauer an Matthias Teufel verkauft. Es wurde ihm am Lichtmeßtage des Jahres von Kaiser Maximilian I. verliehen. Die Türken brannten den Hof im Jahre 1529 nieder. Unter Christoph Teufel (* in Frohsdorf; † 1570), begraben in Winzendorf, erfolgte 1547–1550 auf den Resten des Krotenhofs der Umbau zum bewehrten Renaissanceschloss mit Wassergraben. 1566 wurde Christoph, im kaiserlichen Dienst von Maximilian II, von diesem in den Freiherrenstand erhoben und in den niederösterreichischen Herrenstand aufgenommen. Er war „Verordneter des Ritterstandes, Oberproviantkommissär (Aufsichtsbeamter über das Proviantwesen) für das Ungarland und Kaiserlicher Rat“.
Um 1600 gelangte das Schloss in den Besitz der Familie Hoyos, unter Johann Balthasar jun. Hoyos wurde das mit 1661 beurkundete barocke Gartentheater (Lage) erbaut und die Anlage 1663 mit Palisaden, Graben und Spanischen Reitern befestigt. Trotzdem wurde das Schloss im Jahre 1683 im Zuge der Zweiten Wiener Türkenbelagerung erneut verwüstet. Von 1706 bis 1718 wurde das Schloss unter Ernst Ludwig Hoyos im barocken Stil neugestaltet. Ende des 18. Jahrhunderts erhielt das Gebäude eine klassizistische Fassade und der Landschaftspark wurde angelegt. 1809 wurde das Schloss von der französischen Armee besetzt und geplündert.
1817 kaufte Caroline Murat, die Schwester Napoléons, das Schlossgut zu einem hohen Preis. Die Ex-Königin von Neapel nannte sich im Exil „Gräfin von Lipona“ und bewohnte das Schloss mit ihrem zweiten Ehemann, dem General Macdonald. 1828 kaufte es Alexander Ritter von Yermoloff, ein pensionierter russischer General.

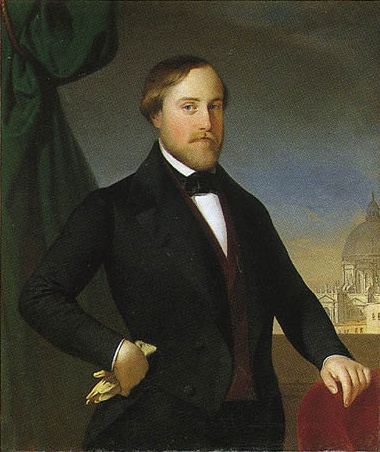
Henri d’Artois, Herzog von Bordeaux, Graf von Chambord (1820–1883)

1839 erwarb der Hofminister von König Karl X. von Frankreich und überzeugte Royalist, Herzog Pierre-Louis de Blacas d’Aulps, das Gut. Er vererbte es 1844 dem französischen Thronprätendenten Henri d’Artois, Herzog von Bordeaux und Graf von Chambord. Dieser stellte es zunächst seiner im selben Jahr verwitweten Tante Marie Thérèse Charlotte de Bourbon, Herzogin von Angoulême, der ältesten Tochter Ludwigs XVI. von Frankreich und Marie-Antoinettes von Österreich, zur Verfügung und bezog es nach deren Tod 1851. Er war das im Exil lebende letzte Oberhaupt der französischen Hauptlinie der Bourbonen und der Thronwunschkandidat der legitimistischen Partei in Frankreich. Er ließ die Schlosskapelle neu ausstatten. 1873 kam es auf dem Schloss zu einem historischen Treffen zwischen ihm und seinem entfernten Vetter Louis Philippe Albert d’Orléans, comte de Paris, dem Enkel des letzten französischen Königs Ludwig Philipp und Thronprätendenten der Orléanisten. Der Versuch zu einem Ausgleich zwischen den beiden Bourbonenlinien scheiterte jedoch an Henris legitimistischer Haltung, was dazu beitrug, die angestrebte Wiedereinführung der Monarchie in Frankreich zu verhindern. 1886 erbte Don Jaime von Bourbon, Herzog von Madrid, Infant von Spanien, das Schloss. Ihm folgte 1931 seine Schwester, Prinzessin Beatrice Massimo. 1941 übergab sie das Gebäude an die Deutsche Reichspost, behielt aber das Restgut (300 ha Wald) mit dem Jagdhaus, das ihre Tochter Blanca Wurmbrand-Stuppach geb. Massimo erbte.
1945 wurde das Schloss als deutsches Eigentum beschlagnahmt und von der sowjetischen Besatzungsmacht verwüstet. 1955 wurde es der Österreichischen Postverwaltung übergeben und zwischen 1961 und 1968 restauriert. 1970 brannte ein Teil des Dachstuhls ab, das Dach wurde danach wiederhergestellt. 2004 schließlich kam Schloss Frohsdorf in den Besitz von Christian Baha.

## Architektur

### Schlossgebäude

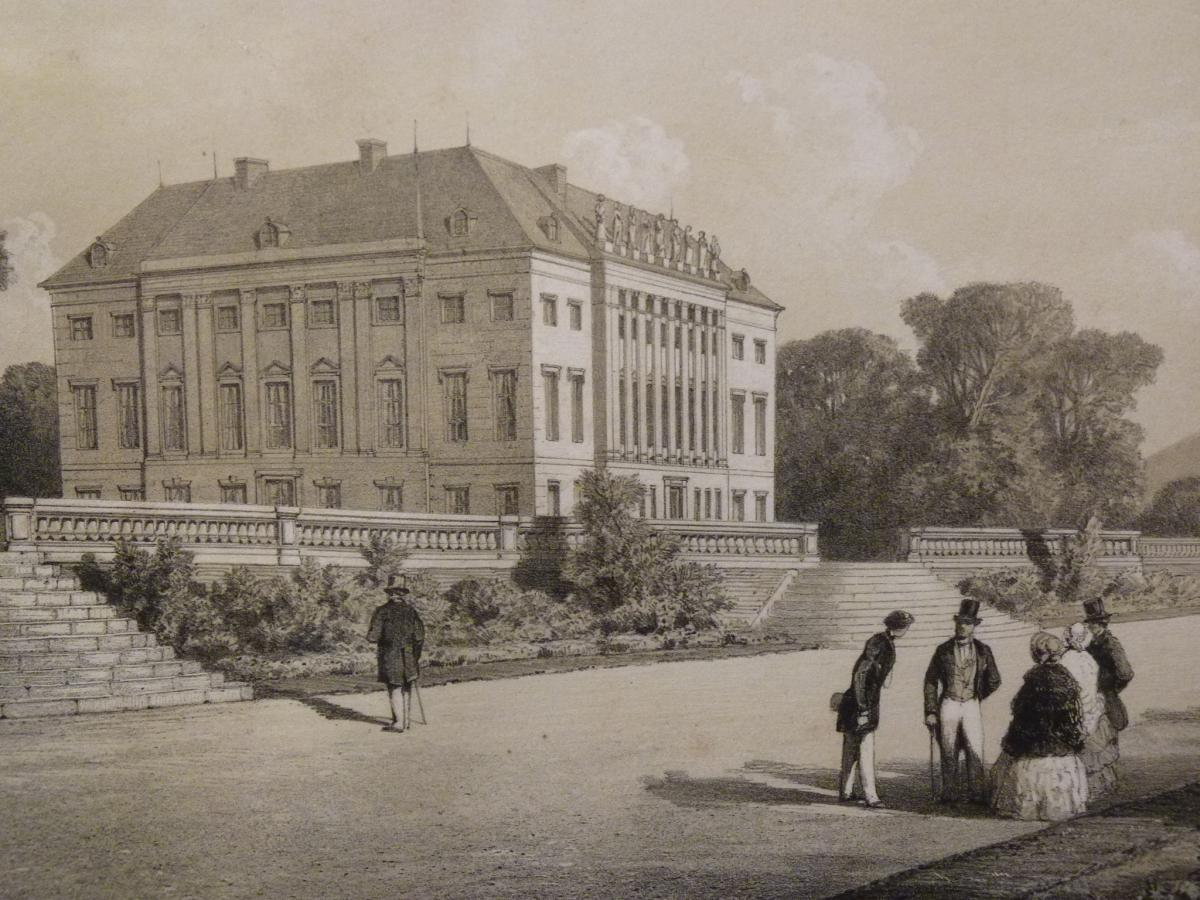
Nord- und Ostfassade vom Garten aus gesehen (historische Darstellung)

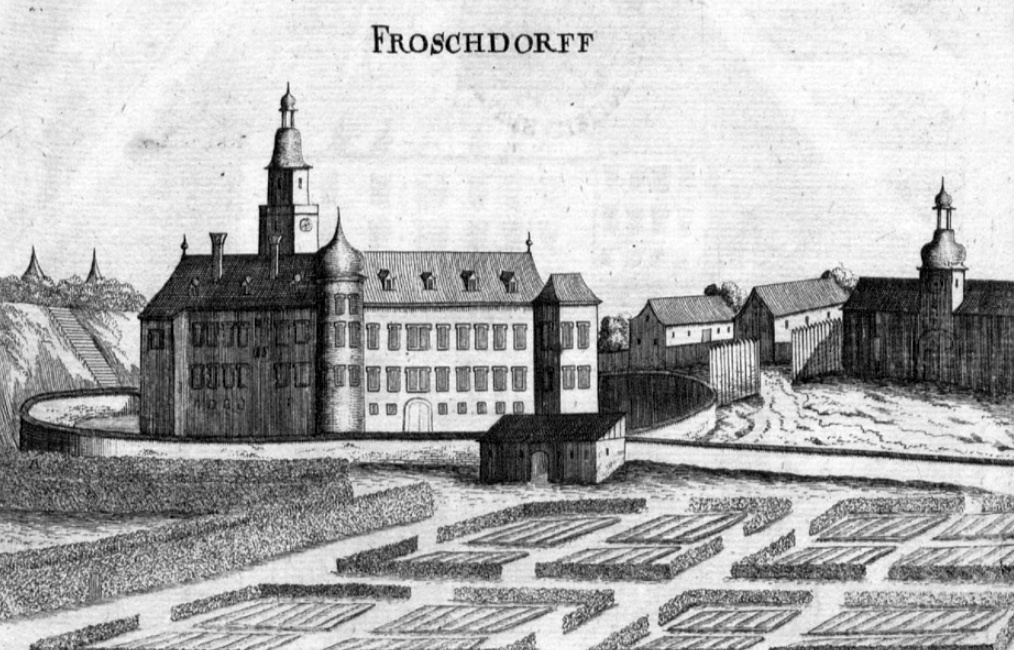
Schloss Froschdorf um 1672

Der mächtige dreieinhalbgeschoßige Bau umschließt einen rechteckigen Hof. Das Gebäude ist von einem hohen Walmdach gedeckt; es ist vom ehemaligen Wehrgraben umgeben, der im Westen und an der Gartenfront durch gewölbte Brücken überdeckt wird. Nord-, Ost- und Südtrakt haben einen älteren Kern; vor allem im Bereich der Kapelle befinden sich Reste eines möglicherweise mittelalterlichen Turms. Hingegen ist im Westtrakt und im angrenzenden Teil des Nordtraktes durch Baumaßnahmen im ersten Viertel des 18. Jahrhunderts (Hauptstiege, Vestibül, Gang) die ursprüngliche Struktur stark verändert.
Die Fassade ist in klassizistischem Stil gegliedert. Die nach Westen gelegene Hauptfassade weist (wie die gegenüber liegende Ostfassade) neun Fensterachsen auf. Sie ist beherrscht durch einen fünfachsigen Mittelrisalit, in dessen Mitte sich das rundbogige Hauptportal und daneben Seitenportale mit übergiebelten Rundfenstern befinden; nach oben ist die Portalanlage durch eine Balkonbrüstung abgeschlossen, seitlich durch breite Pilaster flankiert, die sich im oberen Stockwerk als Doppelpilaster fortsetzen. Im dreieckigen Giebelfeld, das den Mittelrisalit nach oben abschließt, befindet sich eine Wappenkartusche mit dem Wappen der Bourbonen.
Die zum Garten hin gelegene Nordfassade (wie die Südfassade mit elf Fensterachsen) ist durch einen streng gegliederten Mittelrisalit gestaltet, über dessen Dachtraufe acht Attikastatuen, welche mythologische Figuren darstellen, aufgestellt sind. Die gegenüberliegende Südfront ist durch den Trakt der Schlosskapelle gekennzeichnet, die in einem halbkreisförmigen Grundriss hervor ragt. An der östlichen Front ist der fünfachsige Mittelteil leicht eingezogen.
Die Fassaden im Hof zeigen eine schlichte rasterartige Gliederung des Verputzes. Im Erdgeschoß des Westtraktes befinden sich drei rundbogige Arkaden.
Die Räume im Untergeschoß sind mit Stichkappentonnen und Kreuzgratgewölben ausgeführt, ebenso die Gänge im Erdgeschoß, während die anderen Räume Flachdecken aufweisen. Im ersten Obergeschoß sind teilweise Flachdecken, teilweise auch Kreuzgratgewölbe vorhanden, die Räume im zweiten Obergeschoß sind flach gedeckt.
Im Erdgeschoß des Westtraktes befindet sich das Anfang des 18. Jahrhunderts gestaltete dreischiffige Vestibül mit plastischer Ausgestaltung aus der zweiten Hälfte des 19. Jahrhunderts und einer Statue der Jeanne d’Arc von 1833.
Erdgeschoß und erstes Obergeschoß des Nordtraktes werden von Repräsentationsräumen eingenommen, die unter Graf Hoyos im ersten Viertel des 18. Jahrhunderts ausgestaltet wurden. Zur Ausstattung gehören Stuckdecken teilweise mit reliefierten Putten, Parkettböden und Marmorkaminen.
Im Südtrakt befindet sich die prunkvoll ausgestattete, über zwei Geschoße reichende Kapelle. Die Wand ist mit Kolossalpilastern und Schildbögen reich gegliedert; die Decke ist als Spiegelgewölbe mit sechseckigen Dekorationsfeldern (mit Putten und Lilienmotiven) und im runden Mittelfeld einem Deckengemälde „Verherrlichung des Kaisers Heinrich II.“ ausgestaltet. Im Obergeschoß befindet sich eine Balustraden-Empore.

### Garten

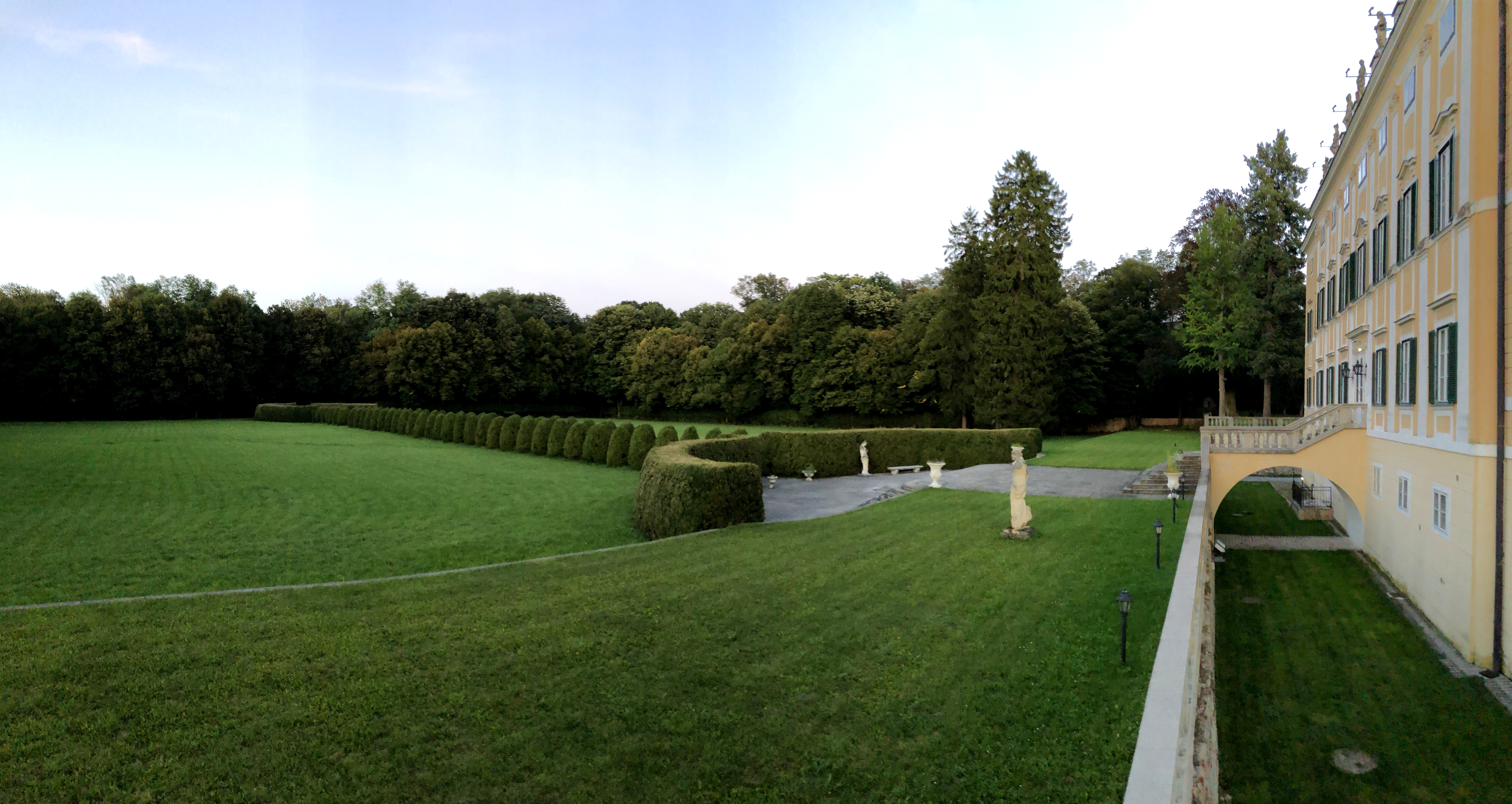
Gartenanlage

Vom Gartensaal im Erdgeschoß des Nordtraktes führt eine Freitreppe über eine Geländestufe zum Ziergarten. Dieser wurde zum großen Teil 1962 neu angelegt; von der früheren Anlage sind noch Reste der alten Alleen sowie eine barocke Brunnenschale auf einem Pfeiler mit Reliefs weiblicher Figuren erhalten.

### Theatergebäude
Östlich des Schlosses befindet sich in Hanglage ein zweigeschoßiger rechteckiger Bau mit halbrundem Abschluss aus der Mitte oder dem dritten Viertel des 17. Jahrhunderts. In dessen Untergeschoß (das früher vor Aufschüttung des Geländes zu ebener Erde lag) ist eine Sala terrena mit Resten von Wandmalereien erhalten, im Erdgeschoß ein Theaterraum mit einer als Muschelgrotte gestalteten Apsis. Die südwestliche Wand hat fünf Rundbogennischen mit Muscheldekor.